# Lies Eykens
Lies Eykens (3 maart 1989) is een Belgisch voormalig volleybalster.

## Levensloop
Eykens werd actief in het volleybal bij Tievoc Tielen. Vervolgens kwam ze onder meer uit voor Smash Oud-Turnhout en Tamera Lummen. In seizoen 2009-'10 sloot Eykens aan bij Asterix Kieldrecht. Met deze club werd ze dat seizoen landskampioen en bekerwinnaar, alsook finalist in de Challenge Cup. Vervolgens sloot ze aan bij VC Zandhoven. Vanaf 2012-'13 kwam Eykens uit voor Amigos Zoersel en vanaf 2017 voor Volley Noorderkempen.
Daarnaast maakte ze deel uit van het Belgisch volleybalteam.